# Stazione sciistica

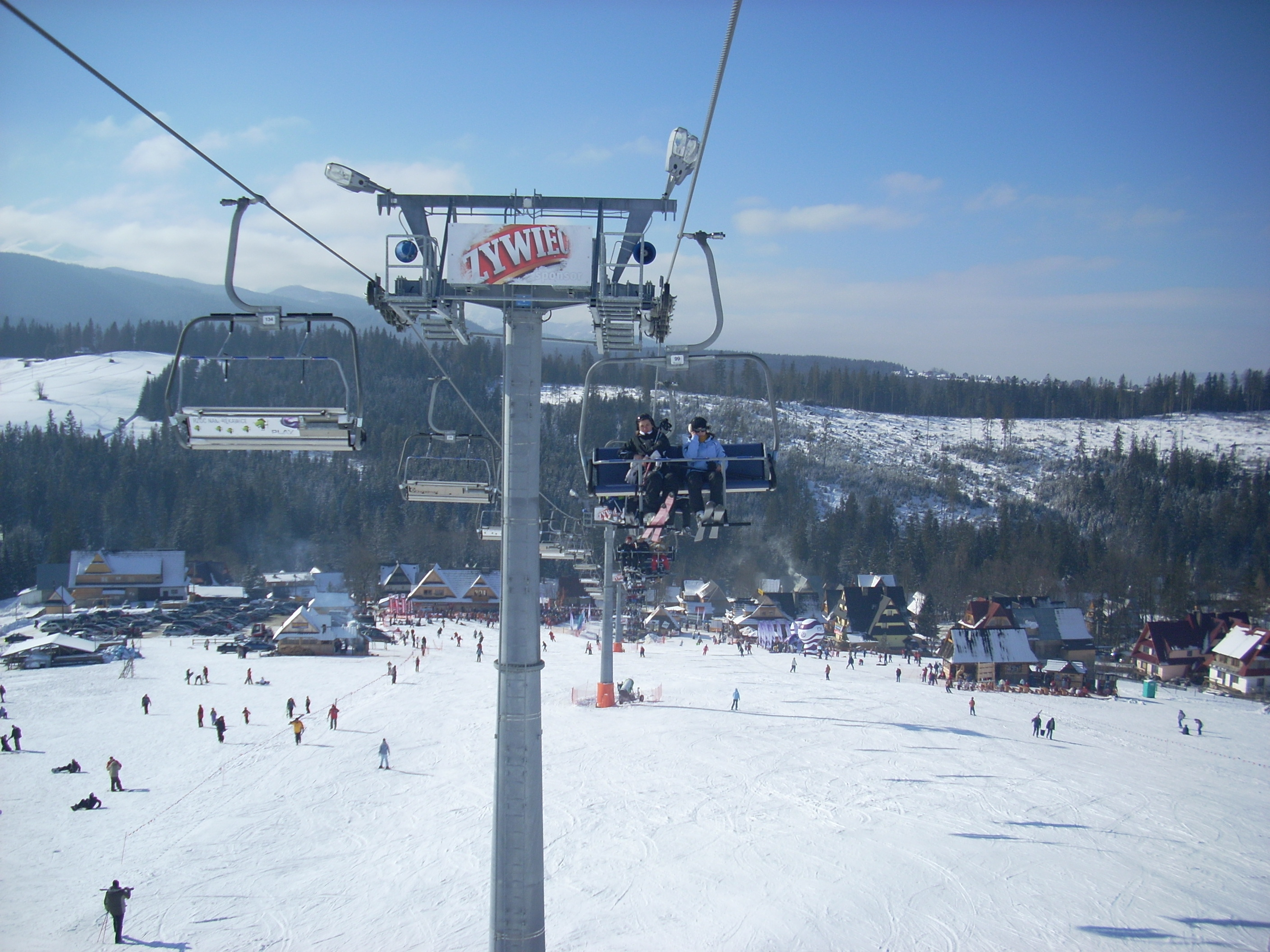
Tipica stazione sciistica con impianti di risalita e piste da sci

Una stazione sciistica (o stazione di sport invernali ) è uno spazio appositamente attrezzato per la pratica dello sci e in generale delle varie discipline sportive praticate sulla neve.

## Descrizione

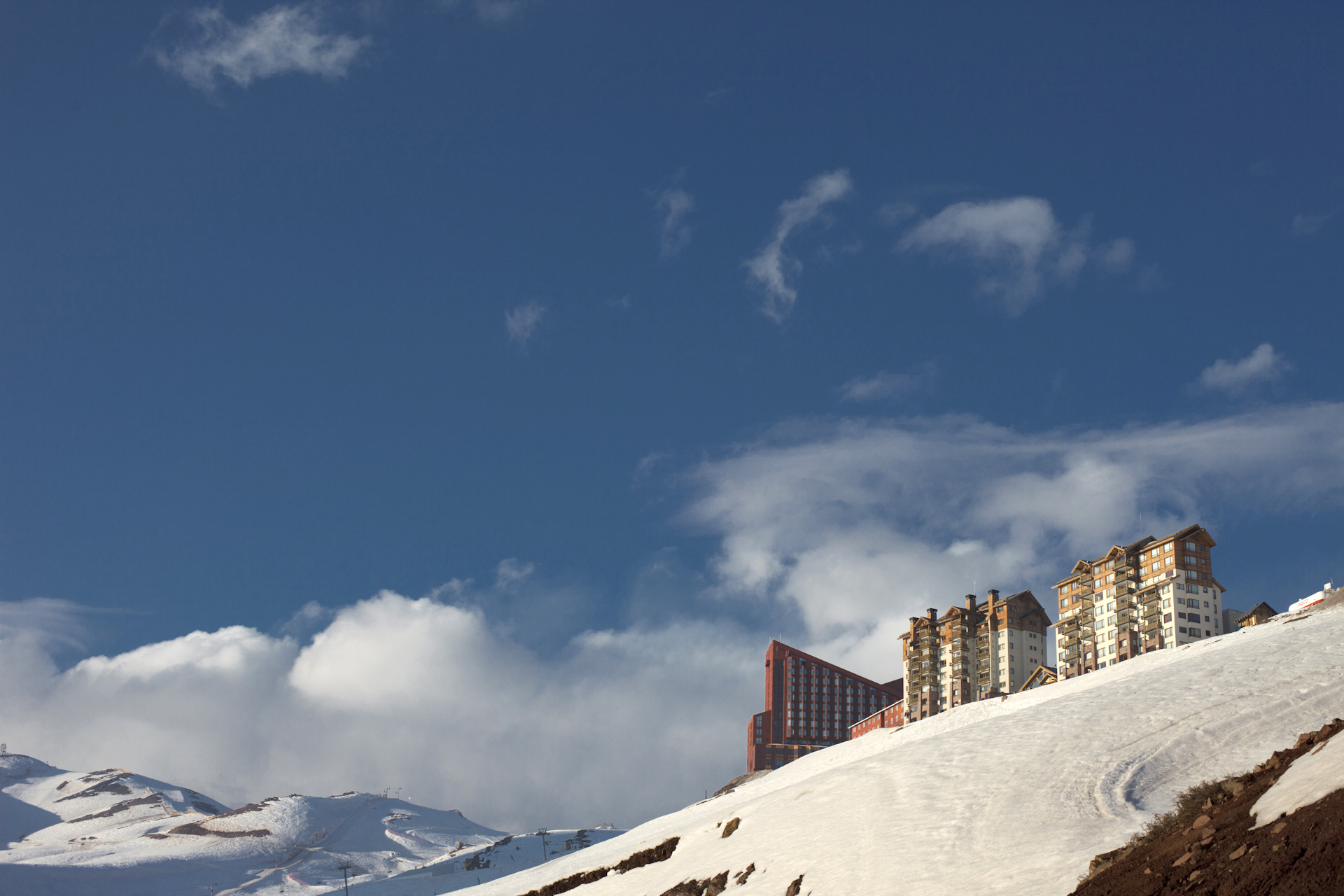
Stazione sciistica di Valle Nevado, Santiago del Cile.

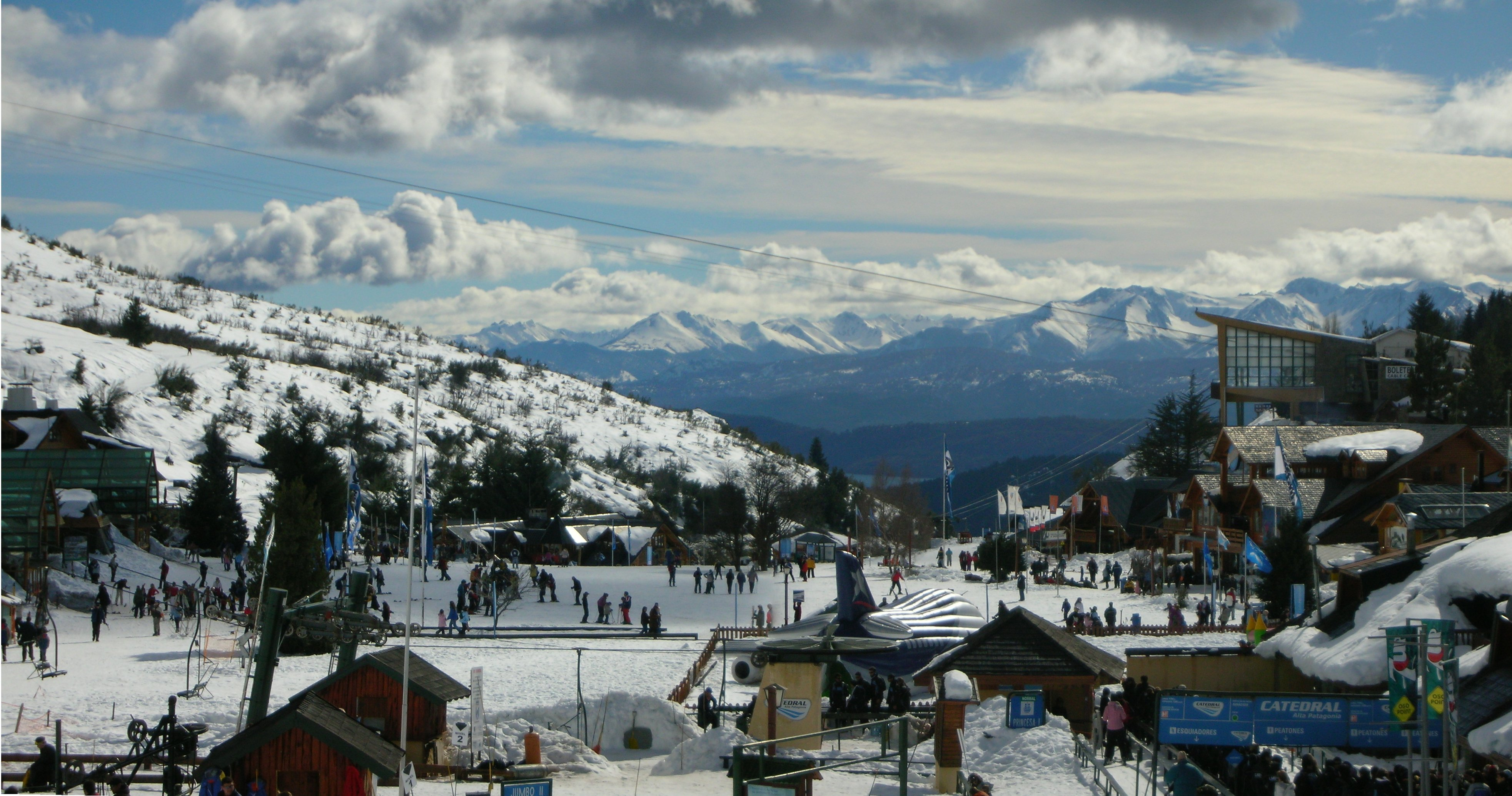
Stazione sciistica di San Carlos de Bariloche (Argentina)

L'etimologia di "stazione sciistica" è legata al fatto che le prime località montane così denominate furono (agli inizi del Novecento) quelle dotate di una stazione ferroviaria; si trattava quindi delle stazioni ferroviarie in corrispondenza delle quali si trovavano delle zone adatte alla pratica dello sci. 
Poi, con il diffondersi dell'automobile e degli autobus divennero facilmente raggiungibili anche zone montane distanti dalle stazioni ferroviarie e l'utilizzo del termine si è progressivamente esteso ad indicare, più genericamente, le località dove siano stati attrezzati impianti di risalita, piste di discesa, piste da sci di fondo ecc. Molte sono state costruite ex novo in zone prive di un centro abitato storico; altre invece si sono sviluppate attorno a centri abitati già esistenti.
Molto diffuse in Europa e America del Nord, alle latitudini temperate le stazioni sciistiche sono generalmente collocate in media o alta montagna per garantire la presenza di neve per un numero sufficiente di mesi durante l'anno. A latitudini nordiche possono essere collocate anche ad altezze collinari. Tipicamente piste da sci e impianti di risalita sono posti su pendii opportuni ovvero adatti ad ospitarli e messi in sicurezza da valanghe.
L'area che, grazie alla presenza di strutture artificiali (rail, box, jump), permette a snowboarder e sciatori di compiere manovre (dette trick in gergo) ed evoluzioni è talora detta, con termine inglese, snowpark. Le stazioni sciistiche più moderne e avanzate dispongono di strutture per l'innevamento artificiale, talora anche di piste con illuminazione notturna e di adeguate strutture ricettive (alberghi, chalet, ristoranti e palaghiaccio).
Nel caso in cui più stazioni sciistiche siano collegate tra di loro tramite impianti a fune per cui sia possibile passare dall'una all'altra con gli sci ai piedi si parla di comprensorio sciistico. Solitamente ogni stazione sciistica ha un suo skipass, ma nel caso di un comprensorio, è possibile che vi sia un unico biglietto. Tipicamente ogni stazione sciistica possiede inoltre un proprio soccorso piste e/o appoggiandosi a corpi specializzati come il Soccorso alpino.